# تندیس میلیسنت فاوست
تندیس میلیسنت فاوست در میدان پارلمان لندن مجسمه‌ای است برای بزرگداشت یاد میلیسنت فاوست که یکی از رهبران جنبش حق رأی زنان و یکی از کنشگران اجتماعی مهم در بریتانیا بود.
این مجسمه را جیلین ورینگ در سال ۲۰۱۸ ساخت و پس از آن ساخته شد که کنشگری به نام کرولاین کریادو پرز کارزار و عریضه‌ای ایجاد کرد و نخست‌وزیر بریتانیا ترزا می و شهردار لندن صادق خان از آن حمایت کردند.
تندیس میلیسنت فاوست نخستین یادمانی در میدان پارلمان لندن بود که برای بزرگداشت جنبش حق رأی زنان ساخته می‌شد و همچنین نخستین مجسمه‌ای بود که اثر یک زن است. این مجسمه در ۲۵ آوریل ۲۰۱۸ برای بزرگداشت صدمین سال اعطای حق رأی زنان در بریتانیا رونمایی شد.

## برپایی
کرولاین کریادو پرز کنشگری بود که کارزار برپایی این مجسمه را در سال ۲۰۱۶ آغاز کرد. به گفتهٔ او در آنزمان از همهٔ مجسمه‌های شهری در انگلستان که افرادی را به جز خاندان سلطنتی را نشان می‌دادند، تنها ۲/۷ متعلق به زنان بودند.
پرز عریضه‌ای را به شهردار لندن صادق خان نوشت که لندن بایستی این مجسمه را تا قبل از صدمین سالگرد اعطای حق رأی زنان در بریتانیا در آوریل ۲۰۱۸ در میدان پارلمان برپا سازد. ۴۲ نفر از زنان برجسته این نامه را امضا کرده بودند. صادق خان به محض دریافت عریضه با برپایی مجسمه موافقت کرد اما گفت قرار گرفتن آن در میدان پارلمان قطعی نیست و کارشناسان موقعیت مناسب را شناسایی خواهند کرد.
پس از آنکه عریضه‌ای آنلاین برای حمایت از این طرح ۷۴۰۰۰ امضا جمع کرد، موضوع در پارلمان طرح شد. در نهایت در دوم آوریل ۲۰۱۷ نخست‌وزیر بریتانیا ترزا می اعلام کرد که چنین مجسمه‌ای در میدان پارلمان برپا خواهد شد و دولت در قالب طرح یادمان صد سالگی جنگ جهانی اول (14-18 NOW) هزینهٔ آن را بر عهده خواهد گرفت. جیلین ویرینگ که برندهٔ جایزه ترنر بود برای ساخت این تندیس انتخاب شد.
منتقدین غالباً از طرح نهایی مجسمه رضایت داشتند، ولی برخی بر آن بودند که بهتر بود یکی از افراد رادیکال‌تر در جنبش رای زنان برای برپایی مجسمه‌ای در میدان پارلمان انتخاب می‌شد.

## ویژگی‌ها
این مجسمه میلیسنت فاوست را در سن پنجاه سالگی نشان می‌دهد که برنوشته‌ای را در دست گرفته با شعار «شجاعت/فراخوانی است به / شجاعت/ در همه جا» که از سخنرانی که فاورست در ۱۹۲۰ ارائه کرده بود گرفته شده است. شورای شهر وستمینستر از طرح اولیهٔ ورینگ انتقاد کرده بود، چرا که چنین می‌نمود که فاوست در حال پهن کردن رخت روی طناب است، و این باعث شد تا ورینگ طرح را تغییر دهد تا چنین برداشتی ایجاد نشود.
اسم و تصویر ۵۹ زن از رهبران جنبش حق رای زنان روی پایهٔ مجسمه آمده است که شمال افرادی چون لوئیزا گرت اندرسون، مارگری کوربت اشبی، لیدیا بکر، کترین مارشال، کریستابل پنکهرست، آدلا پنکهرست، امیلی دیویسون، فرانسیس پاور کوب، امیلین پتیک لاورنس، انی کنی، هانا اسکفینگتون و … می‌شود.